# Bickenhead
Bickenhead est une chanson de la rappeuse américaine Cardi B, issue de son premier album, Invasion of Privacy, sorti le 6 avril 2018.

## Description
Bickenhead sort le 6 avril 2018 sur l'album Invasion of Privacy.
Le morceau échantillonne et interpole la chanson Chickenhead des rappeurs Project Pat, La Chat et Three 6 Mafia, sortie en 2001. Le refrain de Bickenhead est interpolé de celui de Chickenhead.
Via Chickenhead, Bickenhead emprunte le rythme et la ligne de basse de la chanson Cusswords de Too $hort, mais aussi la scansion répétée du mot « alright » ainsi que le Triggerman issus du morceau Bitches (Reply) de DJ Jimi.
Son titre est basé sur le mot argotique et péjoratif « chicken head », qui désigne une femme qui pratique la fellation aveuglément,. Cardi B remplace le C de « chicken head » par un B afin de s'approprier le titre du morceau de Project Pat.
Si le morceau Chickenhead est basé sur un va-et-vient conflictuel entre un homme et une femme, Bickenhead est conçu comme un hymne girl power. Pour Genius, sur ce morceau, Cardi B « s'approprie sa propre sexualité avec des mesures explicites ».

## Réception critique
Le magazine Spin estime que Bickenhead « réussit à reprendre une chanson déjà parfaite en la mettant à jour efficacement ».

## Accueil commercial

### Classements
Bickenhead débute à la 43e position du Billboard Hot 100 à sa sortie.
| Classement (2018)              | Meilleure position |
| ------------------------------ | ------------------ |
| Canada (Hot 100)               | 76                 |
| États-Unis (Hot 100)           | 43                 |
| États-Unis (R&B/Hip-Hop Songs) | 25                 |

### Certification
| Région                                                                     | Certification | Ventes/Streams |
| -------------------------------------------------------------------------- | ------------- | -------------- |
| États-Unis (RIAA)                                                          | Platine       | 1 000 000^     |
| xNon précisé par la certification ‡ventes/streaming selon la certification |               |                |

## Performance
Cardi B performe ses chansons Bickenhead et She Bad à la 36e cérémonie des AVN Awards. Elle est la première femme à jouer à cette cérémonie.

## Remix
Le 25 mai 2018, le rappeur Wale sort un remix de Bickenhead.